# Curtis Sittenfeld
Elizabeth Curtis Sittenfeld (ur. w 1975) – amerykańska pisarka, która opublikowała powieści: Prep (Szkoła uczuć) i The Man Of My Dreams.

## Życiorys
Curtis Sittenfeld urodziła się w Cincinnati, Ohio, jako drugie z czworga dzieci (trzy dziewczynki i chłopiec). Jej matka była nauczycielką historii w prywatnej szkole Seven Hills School, a ojciec zajmował się bankowością. Poszła do szkoły Groton School.
W 1992 wygrała konkurs magazynu „Seventeen”. W przeszłości pisała do czasopism: „Teen People”, „People Weekly”, „The New York Times”, „The Washington Post”, „Salon” i „Real Simple”.

## Powieści

### Szkoła uczuć
Pierwsza jej książka (ang. Prep), której napisanie zajęło 3 lata, opowiada o dziewczynie z South Bend w Indianie, która poszła do prestiżowej, prywatnej szkoły z internatem niedaleko Bostonu, Massachusetts. Krytycy porównują powieść do 'Buszującego w zbożu', jednak 'Szkoła Uczuć' podąża własnymi drogami i pokazuje, że twórczość autorki warto śledzić.

### The Man Of My Dreams
Ukazała się w maju 2006 roku, ale w Polsce nadal nie jest wydana. Opowiada o dziewczynie Hannah zaczynając od 8. klasy a kończąc na akademiku. Książka ta, zebrała mieszane opinie, tak jak jej poprzednia książka.